# Stor-Elvdal
Stor-Elvdal é uma comuna da Noruega, com 2 167 km² de área e 2 819 habitantes (censo de 2004).